# Ориола, Пьер
Пьер Ориола (исп. Pierre David Oriola Garriga; род. 25 сентября 1992 года в Тарреге, Испания) — испанский профессиональный баскетболист. Выступает за баскетбольный клуб «Форса Льейда».

## Клубная карьера
Ориола начал свою карьеру в составе клуба «Манреса». В 2013 году перешёл в «Пеньяс Уэска», затем — в «Реал Бетис» и в «Валенсию». В 2017 начал выступать за «Барселону». 15 октября 2022 Ориола стал игроком «Жироны», но по ходу сезона-2022/23 с ним расторгли контракт.

## Выступления за сборную
За сборную Испании дебютировал в 2017 году. В 2019 году в составе сборной выиграл Чемпионат мира 2019.